# Bruinkapjungletimalia
De bruinkapjungletimalia (Pellorneum fuscocapillus) is een zangvogel uit de familie Pellorneidae.

## Verspreiding en leefgebied
Deze soort is endemisch in Sri Lanka en telt 2 ondersoorten:
- P. f. babaulti: noordelijk en oostelijk Sri Lanka.
- P. f. fuscocapillus: de natte zone van zuidwestelijk Sri Lanka.